# JK Tammeka Tartu
Jalgpalliklubi Tammeka Tartu ist ein estnischer Fußballverein aus Tartu in Estland. Die Vereinsfarben sind Blau-Weiß.

## Geschichte
Der 1989 gegründete Verein konnte trotz seiner hervorragenden Jugendarbeit in der Anfangszeit keine größeren Erfolge erlangen.
Bis 2001 spielte der Verein höchstens drittklassig, dann gelang als Meister der II. Liiga der Aufstieg in die Esiliiga. Dort belegte der Klub am Ende der Saison 2002 den Relegationsplatz. Beide Spiele gegen den FC M.C. Tallinn gingen verloren, jedoch erhielt Ligakonkurrent FS Junior Maardu keine Lizenz und so blieb der Verein der Klasse erhalten. Auch in der folgenden Saison wurde die Saison auf einem Abstiegsplatz beendet, da Ligakonkurrent Merkuur Tartu jedoch die Lizenz von Levadia Tallinn übernahm und in die Meistriliiga aufstieg, blieb die Klasse wiederum erhalten.
Als Meister der Esiliiga am Ende der Saison 2004 schaffte Tammeka den Aufstieg in die Meistriliiga. Hier konnte der Klub sich in den ersten beiden Jahren im Mittelfeld platzieren.
Nach der Saison 2006 schlossen sich Tammeka und Maag Tartu zum JK Maag Tammeka Tartu zusammen. Die Zusammenarbeit wurde im Jahr 2009 wieder gelöst.

## Bekannte Trainer
- Uwe Erkenbrecher (2013)

## Bekannte Spieler
- Sebastian Tiszai (2010)